# StarLAN
StarLAN — первый IEEE 802.3 Ethernet стандарт для построения сети на основе витой пары. Он был стандартизирован ассоциацией стандартов Института инженеров электротехники и электроники (IEEE) как стандарт 802.3e в 1986 году, в качестве версии 1BASE5 стандарта Ethernet. StarLAN это целевая группа под председательством Боба Галина.

## Описание
Ранняя версия StarLAN была разработана Тимом Роком и Биллом Арангурена из компании AT&T Information Systems в качестве экспериментальной системы в 1983 году. Название StarLAN было придумано целевой группы IEEE, основываясь на том, что стандарт использовал топологию звезды из центрального узла, в отличие от сетей на основе шины использующие общий кабеля 10BASE5 и 10BASE2, которые были построены на основе ALOHANET.
Стандарт, известный как 1BASE5, был принят в качестве стандарта 802.3e в 1986 году членами комитета по стандартам IEEE 802.3, в качестве подслоя управления доступом к среде витой пары (Twisted Pair Medium Access Control sublayer) и спецификации подуровня физического сигнала (Physical Signalling sublayer specification) в разделе 12. Первый StarLAN работал со скоростью 1 Мбит / с.
Основной целью проекта StarLAN стало снижение затрат на установку Ethernet для повторного использования существующей телефонной проводки и обеспечение совместимости с аналоговыми и цифровыми телефонными сигналами в той же кабельной связке. Модуляция сигнала и спаривание проводов, применяемые в StarLAN, были тщательно подобраны так, чтобы они не влияли и не были подвержены влиянию аналогового сигнала обычного телефонного вызова. Повторное использование существующих проводов критически во многих зданиях, где повторная прокладка кабельных каналов непомерно дорога, и где установка сети на основе топологии "общая шина" с использованием коаксиального кабеля Ethernet была невозможна.
Позиционирование проводов, называемое T568B в стандарте TIA / EIA-568, было первоначально разработано для StarLAN. Пара 1 (синий) оставалась неиспользованной для размещения пары для аналоговых телефонов. Пары 2 и 3 (оранжевый и зелёный) обеспечивали передачу сигналов StarLAN. Это значительно упростило установку комбинированного кабеля передачи голоса и данных в странах, которые используются для подключения стандартизированный физический сетевой интерфейс наподобие RJ45.
Из-за того, что 1BASE5 повторно использовал существующую проводку, максимальная длина кабеля была приближена только к 250 м; в зависимости от исполнения кабеля длина кабеля могла быть увеличена до 500 м. Было разрешено использование до 5 соединённых концентраторов.
Часть технологии StarLAN была запатентована компанией AT&T, и первоначально была частью более широкого видения от AT&T, где технология помогла бы связать их UNIX-подобные AT&T 3B2 мини-компьютеры и сети с MS-DOS ПК.

### StarLAN 10
В 1988 году AT&T выпустила StarLAN 10, который работал на скорости 10 Мбит/с. Оригинальный StarLAN был переименован в StarLAN 1, что отражает его скорость работы в 1 Мбит/с.
Стандарт был принят и другими поставщиками сетей, такими, как Hewlett-Packard и Ungermann-Bass. Интегральные схемы, вводившиеся начиная с 1986 года, снизили стоимость сетевых интерфейсов. StarLAN 10 и SynOptics LattisNet послужили основой для последующего 10-мегабитного стандарта 10BASE-T.
10BASE-T использует основную систему передачи сигналов StarLAN 10 и также была добавлена технология link beat. Некоторые сетевые карты, такие как 3Com 3C-523, могут работать с обеими StarLAN 10 или 10BASE-T, посредством переключения link beat.